# Tokyo Disney Resort
Il Tokyo Disney Resort (東京ディズニーリゾート?, Tōkyō Dizunī Rizōto) è un complesso turistico situato a Urayasu, Chiba, in Giappone, ad est di Tokyo. È di proprietà e gestito dalla Oriental Land Company con la licenza di The Walt Disney Company. Il resort è stato inaugurato il 15 aprile 1983 come parco a tema unico (Tokyo Disneyland), ma in seguito vi fu l'inaugurazione di un secondo parco a tema, Tokyo DisneySea, diventando un resort con due parchi a tema, quattro hotel Disney, sei hotel non Disney e un complesso commerciale e d'intrattenimento chiamato Ikspiari. Tokyo Disneyland è stato il primo parco a tema Disney aperto al di fuori degli Stati Uniti.

## Storia

### Disneylandin Giappone (1972-1980)
Dal 1972 al 1973, l'Oriental Ltd. intraprese uno studio nelle strutture del divertimento europee e americane in modo da portare determinate idee nella struttura chiamata "Oriental Land". I risultati dello studio portarono alla conclusione che Disneyland in America era la scelta ideale per realizzare la loro visione.
Successivamente, nel febbraio 1974, la società richiese, in forma scritta, ai dirigenti della Disney di andare in Giappone per un tour conoscitivo. A giugno, il presidente Kawasaki incontrò il presidente Disney per ribadire il desiderio della Oriental Land di portare Disneyland in Giappone. A luglio, venne inviato alla Walt Disney Company un report di analisi che delineava il progetto e l'idoneità all'uso del terreno in Urayasu. Si pensò che l'area nella prefettura di Chiba, essendo adiacente all'area metropolitana di Tokyo e circondata su tre lati da mare e fiumi, fosse ideale per la costruzione del complesso.
I dirigenti Disney arrivarono in Giappone nel dicembre 1974. Dopo la presentazione del progetto all'Imperial Hotel, fecero un tour del sito di Urayasu a bordo di elicotteri.
Circa dieci mesi dopo, The Walt Disney Company determinò nel documento "Oriental Disneyland Concept" che il sito era appropriato per la costruzione di un parco Disney. 
Nel giugno 1976, si firmò un accordo per determinare i lavori per la seconda fase e l'"Oriental Disneyland Project" divenne concreto. Nel marzo 1977, fu deciso ufficialmente il nome del parco a tema: "Tokyo Disneyland". 
Il 30 aprile 1979 presso la sede della Walt Disney Company a Burbank, in California, il presidente Takahashi di Oriental Land e l'allora presidente Walker di Disney firmarono un accordo riguardante la progettazione, la costruzione e la gestione del Tokyo Disneyland Park.
Prima della firma dell'accordo con Disney, ci fu un confronto con la garanzia del finanziamento per realizzare il progetto Tokyo Disneyland. L'ammontare dei fondi per la costruzione necessari per il parco a tema era di diverse centinaia di miliardi di yen e l'aumento di tale importo non progrediva come sperato. Mentre venne compiuto ogni sforzo per raccogliere i fondi necessari, ci si rivolse alla Prefettura di Chiba per posizionare l'attività di Tokyo Disneyland come un forte pilastro per il governo. Nell'aprile del 1979, l'allora vice-governatore Takeshi Numata accompagnò alcuni membri della società in visita d'affari alla Banca Industriale del Giappone; in seguito 22 di loro organizzarono un gruppo di cofinanziamento e un punto d'appoggio per finanziare il progetto. Non sarebbe esagerato affermare che senza questo gruppo di cofinanziamento, formatosi nell'agosto del 1980, Tokyo Disney Resort non esisterebbe oggi.

### La costruzione e l'apertura diTokyo Disneyland(1980-1983)
Dopo aver firmato l'accordo di base "Contratto di costruzione e operazioni di Tokyo Disneyland" nell'aprile 1979, Oriental Land iniziò ad inviare tirocinanti a Disneyland in California, dal gennaio 1980, per prepararsi a gestire Tokyo Disneyland. Il programma fornì anche conoscenze tecniche specifiche e panoramiche aziendali per i dipartimenti coinvolti nella gestione del parco.
Il 28 novembre 1980, i piani di costruzione furono approvati dalla Prefettura di Chiba e, nel gennaio 1981, la costruzione di Tokyo Disneyland iniziò. La costruzione procedette bene; tuttavia, i costi andarono ben oltre il budget stimato di 100 miliardi di yen e, alla fine, il costo totale del progetto salì a quasi 180 miliardi di yen.
Nel 1982, venne istituito il Tokyo Disneyland Employment Center per assumere 3.000 lavoratori part-time come cast member.
Due anni e quattro mesi dopo, la costruzione di Tokyo Disneyland fu completata. Per circa un mese, dal marzo 1983 fino al 13 aprile, si svolse un intenso addestramento per tutti gli addetti ai lavori per prepararli a gestire le operazioni del parco.
Tokyo Disneyland aprì finalmente un piovoso 15 aprile del 1983. Prima dell'apertura delle porte, il presidente di Oriental Land di allora, Masatomo Takahashi, e il presidente di The Walt Disney Company di allora, E. Cardon Walker, tagliarono il nastro alla presenza di Topolino e altri personaggi Disney. Furono così aperti i cancelli dell'ingresso principale e circa 3.000 ospiti entrarono nel parco.

### Sviluppo del resort (1983-1998)
Sin dal suo primo anno, Tokyo Disneyland ha attirato un gran numero di visitatori e il 2 aprile 1984 ha accolto il suo 10.000.000º ospite. L'anno seguente, che fu caratterizzato dall'introduzione nel parco della Tokyo Disneyland Electric Parade, vide una crescita ancora maggiore delle presenze. L'aumento delle presenze poteva essere attribuito non solo alla nuova parata, ma anche all'effetto sinergico del popolare Expo 1985 tenutosi a Tsukuba.
Il programma alberghiero ufficiale di Tokyo Disneyland venne implementato nel 1986 con l'inaugurazione del primo hotel, il Sunroute Plaza Tokyo, inaugurato il 20 luglio dello stesso anno.

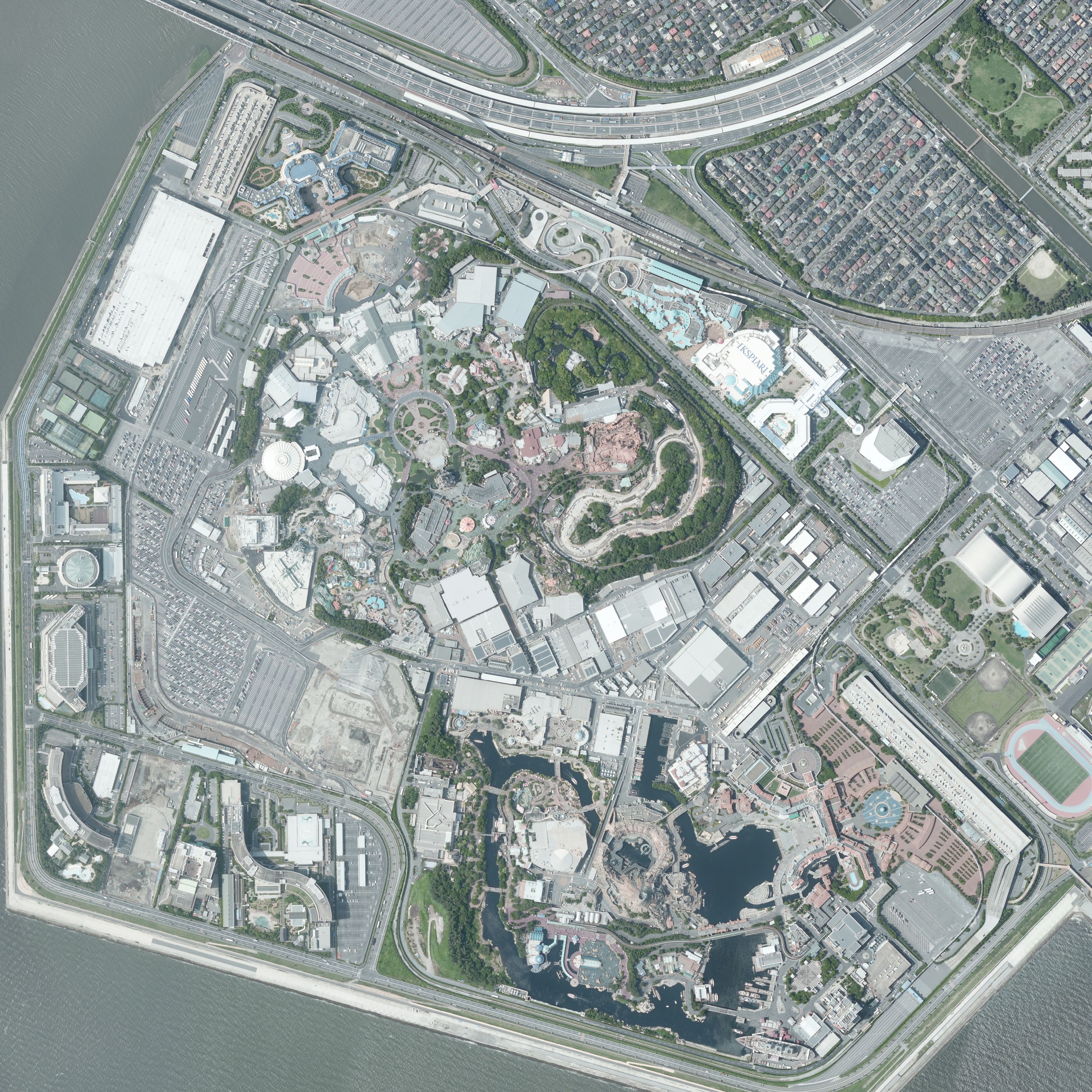
Una visuale aerea del Tokyo Disney Resort.

La prima nuova grande attrazione costruita nel parco fu Big Thunder Mountain (aperta nel 1987). Tokyo Disneyland celebrò il suo 5º anniversario nel 1988 e, per commemorare questo traguardo, il parco ampliò i suoi programmi di intrattenimento. Inoltre, nell'ambito di una campagna condotta al di fuori di Tokyo Disneyland, una mongolfiera a forma di Topolino visitò 16 città di tutto il Giappone in un programma chiamato Flying Mickey Friendship Tour, che suscitò grande interesse a livello nazionale. Come risultato di questi sforzi, il resort raggiunse un record di 13,3 milioni di ospiti, superando di gran lunga il precedente record. Alla conferenza stampa tenutasi il 15 aprile per commemorare il 5º anniversario del resort, venne annunciato il progetto per un secondo parco a tema: Tokyo DisneySea.
Nel dicembre 1988, il servizio ferroviario JR Keiyo Line aprì la sua stazione di Maihama, situata a breve distanza a piedi dall'ingresso principale del parco. In precedenza, l'accesso di trasporto di massa al parco dipendeva dal servizio di autobus dalla stazione di Urayasu sulla linea Tozai della metropolitana di Tokyo, a circa 20 minuti di distanza. L'apertura di questa nuova stazione Keiyo Line migliorò notevolmente l'accessibilità al Parco.
Seguì l'inaugurazione di altre popolari attrazioni come Star Tours (aperto nel 1989) e Splash Mountain (aperto nel 1992). Durante quegli anni, la frequenza annuale del resort ha continuato ad aumentare, in parte grazie al boom economico in Giappone. Nel 1991, il resort accolse infatti il suo centomilionesimo ospite. Nel 1996 ci fu l'apertura di una settima land, Toontown. Per il 15º anniversario, nel 1998, Tokyo Disneyland raggiunse un record di presenze annuali di 17,46 milioni.

### La costruzione e l'apertura diTokyo DisneySea(1998-2001)

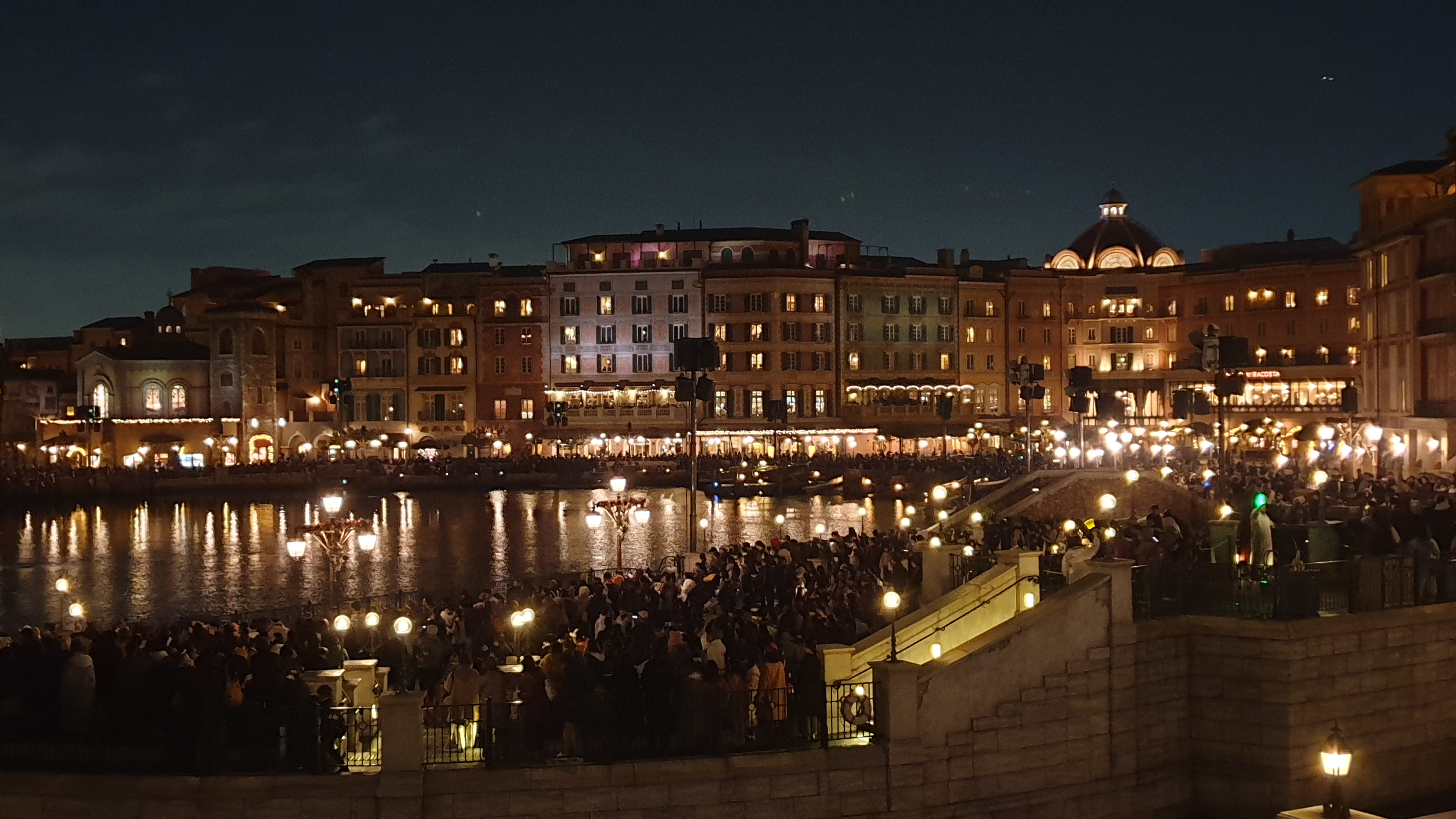
Mediterranean Harbor a Tokyo DisneySea.

Il 22 ottobre 1998 segnò l'inizio dei lavori di costruzione di Tokyo DisneySea. Questo enorme progetto, che richiese due anni di costruzione per un costo di 335 miliardi di yen, venne completato per l'inaugurazione nel settembre 2001, 13 anni dopo l'annuncio dell'idea di un secondo parco.
Tokyo DisneySea aprì i battenti alle 8:00 del 4 settembre 2001 e una cerimonia di inaugurazione si svolse a Mediterranean Harbour, la zona centrale del parco, a cui parteciparono numerosi ospiti.

## Chiusure straordinarie
- Per la prima volta dall'apertura Tokyo Disneyland e DisneySea hanno chiuso al pubblico dal 12 marzo 2011 fino a tempo indeterminato (il solo parco Disneyland riaprì il 15 aprile 2011) a seguito del disastroso terremoto della regione di Tōhoku. Fu deciso di chiudere i parchi fino al 22 marzo 2011 per accertamenti tecnici, ma la disastrosa situazione della centrale nucleare di Fukushima, i cui reattori stavano collassando uno dopo l'altro rilasciando radioattività nell'aria, hanno messo Oriental Land Company, la società proprietaria dei parchi, in una situazione di stallo, che gli fece dichiarare che i parchi sarebbero stati riaperti in un lasso di tempo non definibile. Il parco di per sé non riportò gravi danni alle strutture, eccezion fatta per il parcheggio, il cui suolo esplose letteralmente, allagandosi, e dando origine al fenomeno della liquefazione delle sabbie. Altri danni vennero segnalati nella zona Ikspiari del resort, in alcuni altoparlanti caduti nei parchi a tema e in alcune zone dei parchi il cui suolo si crepò. A seguito del terremoto e dell'interruzione di tutti i tipi di trasporto fuori e dentro i parchi, i circa 69,000 ospiti di quel giorno vennero trattenuti nei parchi a tema per tutta la notte, assistiti dai cast member che fornirono loro coperte, bevande e cibo caldo. Oriental Land Company, in un comunicato stampa, ha invitato tutti i Cast Member non giapponesi che lavoravano nel resort a lasciare Tokyo ed il loro lavoro, con la promessa che sarebbero stati tutti richiamati non appena la drammatica situazione si sarebbe sistemata.[5] Il 15 aprile 2011, in occasione del 28º compleanno del parco, venne riaperto, dopo 34 giorni di chiusura, uno solo dei due parchi, ovvero il parco Disneyland, con orario operativo ridotto dalle 10,00/18,00 (di solito l'orario operativo del parco è 9,00/23,00). Circa 10.000 persone presenziarono alla riapertura. Fu scelto di riaprire uno solo dei parchi per iniziare a dare segnali di ritorno alla normalità al popolo giapponese, ma la scarsità di corrente, fornita principalmente dalle centrali atomiche, costrinse la direzione a osservare una apertura di sole 8 ore al giorno.[6] Il parco DisneySea venne riaperto invece il 28 aprile.[7]
- Il 29 febbraio 2020 entrambi i parchi hanno chiuso a causa delle preoccupazioni legate ai contagi dovuti alla malattia infettiva Covid19. Tokyo Disney Resort ha annunciato che entrambi i suoi parchi a tema giapponesi, Tokyo Disneyland e Tokyo DisneySea, così come tutti gli hotel e ristoranti, rimarranno chiusi almeno fino alla fine di aprile per fronteggiare la crisi del coronavirus in corso.[8] In seguito la data di riapertura del resort è stata posticipata al 1º luglio 2020[9] quando entrambi i parchi hanno riaperto sotto stretti controlli sanitari e con una capienza ridotta.[10]

## Proprietà del resort

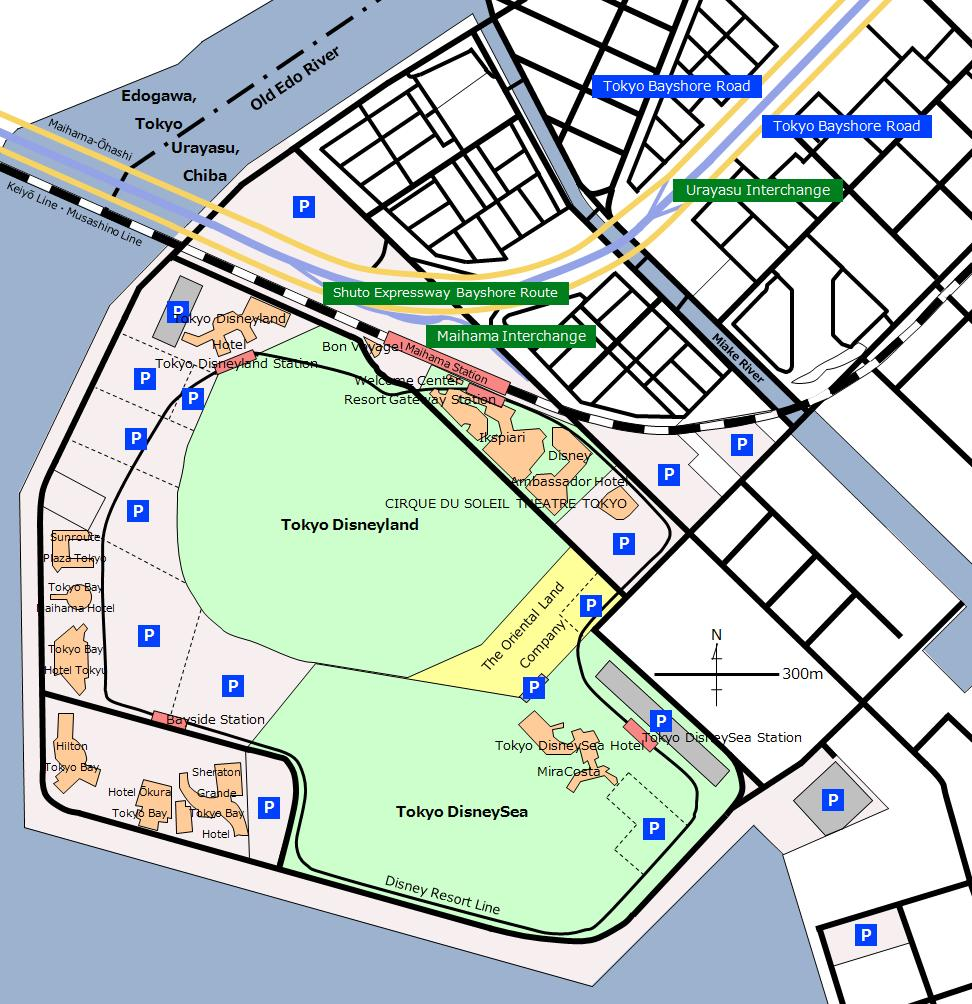
Piantina del resort.

Il complesso turistico è composto dalle seguenti strutture:
- Tokyo Disneyland
- Tokyo DisneySea
- Ikspiari
- Disney Ambassador Hotel
- Tokyo DisneySea Hotel MiraCosta
- Tokyo Disneyland Hotel
- Tokyo Disney Celebration Hotel

## Attrazioni future
Alla convention D23 del 2018 sono state annunciate alcune nuove attrazioni destinate a Tokyo Disney Resort:
- A Tomorrowland aprirà la prima attrazione in assoluto ispirata a Big Hero 6 dove gli ospiti saranno invitati a cavalcare Baymax.[11][12]
- L'espansione di Fantasyland, nel parco Tokyo Disneyland, includerà un'area completamente nuova dedicata a La Bella e la Bestia, con un'attrazione rivolta agli ospiti che conoscono e amano la musica del film; l'espansione includerà anche un vero e proprio teatro di intrattenimento dal vivo, il primo a Tokyo Disneyland.[11][12]
- A Toontown, nel parco Tokyo Disneyland, gli ospiti incontreranno Minnie Mouse in un nuovo studio con un nuovo design.[11][12]
- A Tokyo DisneySea nel 2023 aprirà l'ottava, enorme land, denominata "Fantasy Springs", che ospiterá al suo interno una land dedicata a Peter Pan con ben due attrazioni ed un ristorante, una land Frozen, una land Rapunzel, ed un nuovo, lussuosissimo hotel costruito proprio all'interno di questa nuova, gigantesca espansione.[12]